# Piotr Kovats
Pour les articles homonymes, voir Kovats.
Piotr Semionovitch Kovats (en russe : Пётр Семёнович Ковац) est un aviateur soviétique, né en 1913 et décédé le 21 août 1941. Pilote de chasse et As de la Seconde Guerre mondiale, il fut distingué à titre posthume par le titre de Héros de l'Union soviétique.

## Carrière
Piot Kovats est né en 1913 à Zakharivtsi (ukrainien : Захарівці), dans l'actuelle oblast de Khmelnitski, en Ukraine, il s'engagea dans l'Armée rouge en 1934, avant de rejoindre le collège militaire de l'Air d'Odessa, dont il sortit diplômé en 1936. En juin 1939-septembre 1939 il prit part aux combats contre le Japon lors de la bataille de Halhin Gol, participation pour laquelle il se vit décerner l'ordre du Drapeau rouge.
Promu au grade de kapitan (capitaine) en juin 1941, peu après l'invasion allemande de l'Union soviétique, il servait alors au 129.IAP (régiment de chasse aérienne), équipé de chasseurs LaGG-3 recevant le commandement de l'une de ses escadrilles en juillet suivant. Au 20 août 1941, il était déjà titulaire de 4 victoires homologuées et avait effectué pas moins de 75 missions de combat en moins de deux mois. Le lendemain, 21 août 1941, il devait encore effectuer trois nouvelles missions, abattant un appareil ennemi lors de la deuxième et deux chasseurs bimoteurs Messerschmitt Bf 110, lors de la troisième, au cours de laquelle il fut à son tour abattu et tué, près de Doukhovchtchina, dans l'oblast de Smolensk.

## Palmarès et décorations

### Tableau de chasse
Piotr Kovats et crédité de 7 victoires homologuées, toutes individuelles, obtenues au cours de 78 missions de combat.

### Décorations
- Héros de l'Union soviétique, à titre posthume, le 12 avril 1942 ;
- Ordre de Lénine, à titre posthume ;
- Ordre du Drapeau rouge (1939).